# Aleksander Mazur
Aleksander Mazur (ur. 20 maja 1941 w Tenetnikach) – polski muzyk jazzowy i multiinstrumentalista: saksofonista, klarnecista, pianista, organista, akordeonista, a także kompozytor, aranżer, dyrygent i pedagog muzyczny. Gra jednocześnie na organach jedną ręką, i na saksofonie tenorowym, ze specjalnym systemem klap, drugą ręką.

## Życiorys
Szkołę podstawową ukończył w wieku 12 lat we wsi Radziechów, tj. dwa lata przed terminem. Debiutował występami na wiejskich potańcówkach, gdzie jako leworęczny samouk grał na akordeonie dla praworęcznych. Po przesłuchaniu został przyjęty do szkoły muzycznej w Legnicy. Uczył się tam także w Liceum Ogólnokształcącym. Ze względu na to, że w szkole muzycznej nie było klasy akordeonu, wybrał klarnet. Przyjęto go do szkoły muzycznej mieszczącej się przy Podwalu, gdzie uczył się pod okiem Stanisława Lecha. Po ukończeniu średniej szkoły muzycznej, dostał się na studia w katedrze wybitnego klarnecisty prof. Józefa Madei, który wówczas był jedynym profesorem na uczelni.
18 grudnia 1958 roku otrzymał legitymację Związku Zawodowego Pracowników Kultury i Sztuki. Nieco później, w jednostce wojskowej w Legnicy, poznał znawcę i pasjonata jazzu Witolda Miszczaka, który w 1960 brał udział w audycji radiowej Spotkanie Willisa Conovera w Polsce i grał z Kwintetem Janusza Zabieglińskiego. Instrumentalista poznawał muzykę jazzową, w wolnych chwilach grywając z Miszczakiem. W 1964 roku rozpoczął studia w klasie klarnetu, w PWSM we Wrocławiu, jednocześnie współtworząc tamtejsze środowisko jazzowe. Jeździł na koncerty, zaś po pewnym czasie zaczął zakładać zespoły dixielandowe. Po występach na festiwalu Jazz nad Odrą z kwartetem w 1967, i sekstetem w 1968, gdzie zespół otrzymał III nagrodę, zaś jego lider– II nagrodę, za kompozycję.
Pod koniec studiów, napisał oratorium jazzowe pt. Ziarnem tej ziemi, na 150 wykonawców, do tekstu Ryszarda Wojtyłły. Oratorium zostało wykonane w roku 1969, w studiu Polskiego Radia Wrocław. Po zakończeniu nauki muzyk przeniósł się do Warszawy. W latach 1969–1970 grywał na klarnecie i saksofonie w zespole Studenckiego Teatru Satyryków (STS). Po pewnym czasie zdecydował się na wyjazd za granicę, gdzie przez dwa lata grał w kabaretach w krajach Beneluksu i kupił organy Hammonda, oraz opanował niezwykle rzadką i trudną umiejętność, równoczesnego grania na organach jedną ręką, i na saksofonie tenorowym, drugą ręką. Zauważył go impresario z Florydy, Tom Cooney dostrzegł jego talent i zaproponował mu dołączenie do renomowanej orkiestry estradowej z którą potem podróżował po Stanach Zjednoczonych.
Po powrocie do kraju utworzył własny kwartet jazzowy, razem z Józefem Gąsiorem (trąbka), Zbigniew Ziętara (gitara basowa) i Andrzejem Krupińskim (perkusja). W 1975 roku ukazał się album pt. Bacharach, nagrany przez Kwartet Aleksandra Mazura, wspólnie z jazzową grupą wokalną Novi Singers i z gościnnym udziałem Józefa Gawrycha (instrumenty perkusyjne). Zaś w grudniu tego samego roku, zespół wystąpił w programie telewizyjnym pt. Polska rewia na lodzie (z udziałem łyżwiarki figurowej Grażyny Osmańskiej-Kostrzewińskiej), wykonując kompozycję Burta Bacharacha pt. Alfie. Po kilku latach, skład zespołu zaczął się zmieniać i w jednym z nich, liderowi towarzyszyli: Zbigniew Czwojda (trąbka), Jacek Krzaklewski (gitara), Mieczysław Jurecki (gitara basowa) i Ireneusz Nowacki (perkusja). Muzycy akompaniowali Irenie Santor i Marii Koterbskiej, a poza tym wykonywali rożne rodzaje muzyki, m.in. jazzową wersję Brzydkiego kaczątka z orkiestrą symfoniczną Filharmonii Białostockiej. Jednakże po półrocznej działalności, ten skład zespołu Aleksandra Mazura, przestał istnieć.
W latach 80. instrumentalista podjął działalność muzyczną w roli kierownika zespołów, mniej związanych z jazzem. Współpracował także z gwiazdami polskiej piosenki, a byli to m.in.: Bolesław Gromnicki, Violetta Villas, Kalina Jędrusik, Krzysztof Krawczyk, czy Andrzej Rosiewicz, oraz grał w Orkiestrze Rozrywkowej PRiTV w Poznaniu. W 1985 roku jego utwór pt. Jesum omnes agnoscite w wykonaniu Akademickiego Chóru Politechniki Wrocławskiej, ukazał się na kompilacji, zatytułowanej Polish Sacred Choral Music, Russian Orthodox Music, Negro Spirituals. W latach 1982–1985 był kierownikiem muzycznym grupy Vox. Pracował także w roli kompozytora i aranżera z czeskim Big Bandem Gustava Broma. Efektem jego współpracy z grupą Vox oraz z big bandem G. Broma jest album pt. Sing Sing Sing, wydany nakładem wytwórni Opus Records w 1988 roku.
W roku 1993, rozpoczął działalność pedagogiczną, w Akademii Muzycznej we Wrocławiu. Z jego inicjatywy powstał wówczas Wydział Jazzu (w okresie późniejszym przemianowany na Zakład Muzyki Jazzowej) przy Wydziale II Instrumentalnym, gdzie był kierownikiem i wykładowcą. Niemal równocześnie, z inicjatywy Zbigniewa Lewandowskiego powstał uczelniany big-band.
Do czerwca 2015 roku, Mazur był jego kierownikiem muzycznym i dyrygentem orkiestry. W roku 1996, utworzył on żeński kwartet wokalny pod nazwą The Sound Office. Zespół ten otrzymał w 2001 roku Grand Prix Jazz Melomani w kategorii Nadzieja Polskiego Jazzu i z towarzyszeniem big bandu pod dyr. A. Mazura, nagrał dwie płyty, a są to: Moolight Serenade (1999) i Live (2003).
Jego uczniami byli: Katarzyna Stankowska, Sławomir Dudar, Grzegorz Grocholski, Tomasz Pruchnicki, Jakub Olejnik, Krzysztof Urbański, Przemysław Jarosz, i wielu innych. Muzyk napisał na dyplom Piotra Dziubka autorski utwór pt. At the Last Moment. Jego studenci są laureatami czołówki jazzowych konkursów. Obecnie przebywa na emeryturze, choć nadal pozostaje aktywny na polskiej scenie jazzowej.